# Schönwies
Schönwies je obec v Rakousku ve spolkové zemi Tyrolsko v okrese Landeck. Žije zde přibližně 1 700 obyvatel.

## Poloha
Obec se nachází v údolí Oberinntal, mezi městy Landeck a Imst, na východní hranici okresu. Hlavní obydlená část se nachází v úzkém údolí na pravém břehu řeky Inn. K obci patří izolované osady a vysokohorské pastviny. Obec sousedí s obcemi Imst, Imsterberg, Mils bei Imst, Wenns, Zams a Landeck.
Nejvyšším bodem obce je 2827 m vysoká Große Schlenkerspitze v Lechtalských Alpách, severně od Schönwies. Průměrná nadmořská výška je 737 m n. m.
Obec se skládá z částí Starkenbach, Bichlifelder, Siedlung, Oberhäuser, Dorf, Öde, Saurs, Ried, Grieshaus, Höfle, Lasalt, Obsaurs a Föhrenwaldsiedlung.

## Historie
Oblast obce byla osídlená pravděpodobně od konce mladší doby bronzové. Pravěké osídlení bylo potvrzeno archeologickými nálezy předmětů z období laténské kultury. Také nálezy mincí z doby římské dokládají průběh cesty Via Claudia Augusta. První písemná zmínka o obci pochází z roku 1288, kde je uváděná jako Sawrs, později bylo uváděno jako Saurs. V 6. století bylo území osídleno Bavory, kteří začali odlesňovat území.
Od roku 1800 je používán název Schönwies.
Železnice byla postavena v roce 1883. Hlavní obživou bylo zemědělství a sezonní práce v cizině. Nyní je to veřejná služba, doprava, obchod.